# ۲-نیترو سینامالدهید
۲-نیترو سینامالدهید (به انگلیسی: 2-Nitrocinnamaldehyde) با فرمول شیمیایی C9H7O3N یک ترکیب شیمیایی با شناسه پاب‌کم 623058 است. شکل ظاهری این ترکیب، Pale yellow crystalline powder است.